# Kunstleria kingii
Kunstleria kingii är en ärtväxtart som beskrevs av David Prain. Kunstleria kingii ingår i släktet Kunstleria och familjen ärtväxter. Inga underarter finns listade i Catalogue of Life.